# Hardin County (Kentucky)
Hardin County je okres ve státě Kentucky v USA. K roku 2010 zde žilo 105 543 obyvatel. Správním městem okresu je Elizabethtown. Celková rozloha okresu činí 1 632 km².

## Sousední okresy
| Růžice kompasu | Meade County        | Harrison County (IN)     | Bullitt County Jefferson County | Růžice kompasu |
| Růžice kompasu | Breckinridge County | Sever                    | Nelson County                   | Růžice kompasu |
| Růžice kompasu | Breckinridge County | Hardin County (Kentucky) | Nelson County                   | Růžice kompasu |
| Růžice kompasu | Breckinridge County | Jih                      | Nelson County                   | Růžice kompasu |
| Růžice kompasu | Grayson County      | Hart County              | LaRue County                    | Růžice kompasu |